# تپه قلات حکی
تپه قلات حکی مربوط به هزاره اول قبل از میلاد است و در شهرستان ارومیه، بخش سیلوانه، دهستان ترگور، روستای حکی واقع شده و این اثر در تاریخ ۲۵ آبان ۱۳۸۷ با شمارهٔ ثبت ۲۳۵۶۹ به‌عنوان یکی از آثار ملی ایران به ثبت رسیده است.